# Station Vestfossen
Station Vestfossen is een station in  Vestfossen in de gemeente Øvre Eiker  in  Noorwegen. Het station ligt aan Sørlandsbanen, maar wordt alleen gebruikt door de stoptrein tussen Kongsberg en Eidsvoll.